# Boone megye (Kentucky)
Boone megye az USA-beli Kentucky államban található. A népesség 2008-ban 115 221 volt. Megyeszékhelye Burlington.

## Története
A megyét 1798-ban alapították és Daniel Boone-ról nevezték el.

## Földrajza
A területe 666 km² és ebből 28 km² vízfelület.

## Népesség
A település népessége az elmúlt években az alábbi módon változott:
| Lakosok száma | 119 300 | 121 635 | 123 232 | 124 442 | 127 712 | 135 968 |
|               | 2010    | 2011    | 2012    | 2013    | 2015    | 2020    |

### Szomszédos megyék
- Hailton megye  (észak
- Kenton megye  (kelet)
- Grant megye  (dél)
- Gallatin megye  (délnyugat)
- Switzerland megye  (nyugat)
- Ohio megye  (nyugat)
- Dearborn megye  (északnyugat)

### Városok
- Burlington
- Oakbrook
- Florence
- Union
- Walton

### Egyéb települések
- Big Bone
- Hamilton
- Hebron
- Petersburg
- Rabbit Hash
- Richwood
- Verona